# Patrobus stygicus
Patrobus stygicus är en skalbaggsart som beskrevs av Maximilien de Chaudoir. Patrobus stygicus ingår i släktet Patrobus och familjen jordlöpare. Inga underarter finns listade i Catalogue of Life.